# Sastracella
Sastracella is een geslacht van kevers uit de familie bladkevers (Chrysomelidae).
De wetenschappelijke naam van het geslacht werd in 1899 gepubliceerd door Martin Jacoby.

## Soorten
- Sastracella abdominalis Kimoto, 1989
- Sastracella cinnamomea Yang in Yang, 1995
- Sastracella collaris Kimoto, 2001
- Sastracella fulvipennis (Jacoby, 1884)
- Sastracella laosensis Kimoto, 1989
- Sastracella sumatrana (Jacoby, 1899)
- Sastracella unicolor (Jacoby, 1884)